# Somewhere in America
Somewhere in America - debiutancki singiel zespołu Survivor wydany w roku 1980. Singiel wspiął się na 70 miejsce na liście Billboard Hot 100.